# Pomnik upamiętniający poległych żołnierzy radzieckich w Garncarsku
Pomnik upamiętniający poległych żołnierzy radzieckich w Garncarsku – pomnik upamiętniający zajęcie terenu Garncarska i okolic przez Armię Czerwoną, który znajdował się przy lokalnej drodze łączącej trasę DK 35 Wrocław-Wałbrzych przez Garncarsko z Sobótką. Zdemontowany w 2022 r.

## Historia
Pomnik został odsłonięty 24 czerwca 1945 r., . Był zlokalizowany na prywatnej posesji. Miał postać obelisku wykonanego z czerwonej cegły stojącego na czworobocznym cokole. Podstawą pomnika był niski postument schodkowy, całość konstrukcji miała wysokość ok. 5 metrów. Na frontowej ścianie obelisku znajdowała się czerwona gwiazda, poniżej której umieszczona była tablica z napisem w języku rosyjskim: „Вечная слава Героям павшим в боях за честь и независимость Советской Родины” („Wieczna chwała bohaterom poległym w walce za honor i niepodległość sowieckiej ojczyzny”). W 2012 r. stan pomnik oceniano jako zaniedbany, z uwagi na nieprzychylne nastawienie okolicznych mieszkańców.
Po rozpoczęciu rosyjskiego ataku na Ukrainę w 2022 r. pomnik został zdewastowany, nieznani sprawcy oblali go czerwoną farbą.
20 kwietnia 2022 r. pomnik zdemontowano na wniosek lokalnych samorządowców, jego cześć trafi do Muzeum Ślężańskiego. 